# Телохранитељ (ТВ серија)
Телохранитељ (енг. Bodyguard) је британска крими серија која је почела да се емитује 26. августа 2018. године. Серија је снимана за мрежу BBC. Серија је постигла рекордну гледаност у Великој Британији.
Серија је постављена око полицијског наредника Дејвид Буда, ратног ветерана британске војске оболелог од ПТСП-а, који сада ради у огранку за лиценцирање и специјалистичку заштиту Лондонске метрополитанске полицијске службе. Постављен је за главног официра за заштиту амбициозне министарке унутрашњих послова Џулију Монтег, чију политику презире.

## Улоге
- Ричард Маден као Дејвид Буд
- Кили Хоус као Џулија Монтег
- Ђина Макги као командирка Ен Сампсон
- Софи Рандл као Вики Буд Дејвидова супруга
- Винсент Франклин као Мајк Тревис
- Пипа Хејвуд као Лорејн Крадок, Дејвидова шефица
- Пол Реди као Роб Макдоналд
- Том Брук као Енди Апстед
- Николас Гливс као Роџер Пеналигон
- Стјуарт Боумен Стивен Хантер Дун
- Стефани Хајам као Шанел Дајсон
- Дејвид Вестхед као Џон Вослер
- Мет Стоко као Лук Ајкенс
- Нина Тусан Вајт као Луиз Рејбурн
- Аш Тандон као Дипак Шарма
- Анџли Мохиндра као Надија Али

## Епизоде

### Сезона 1
| Бр. еп. | Наслов    | Премијера           | Гледаност у Уједињено Краљевство (милиони) |
| --- | --------- | ------------------- | ------------------------------------------ |
| 1 | Епизода 1 | 26. август 2018.    | 14,42                                      |
| Полицијски наредник Давид Буд, авганистански ратни ветеран, у возу је када открије заверу бомбаша самоубице да дигне воз у ваздух. Због његових поступака, оба терориста избегавају стрељање, омогућавајући им хапшење. Његово јунаштво резултира промоцијом тако што ће штитити политичарку Џулију Монтег. Између њих двоје постоји тензија, уз постојану подршку Џулије рату у Ираку и рату у Авганистану и планира да наруши грађанске слободе ажурирањем РИПА (акти којима се регулишу истраживања и надгледања) која је у сукобу са Будовим искуством као војника. Њен бивши супруг и главни човек Рогер Пеналигон сумњичи је да искоришћава терористичку претњу и да намерава да покрене смену премијера. У међувремену, Буд се бори да се суочи и са ПТСП-ом и својим погоршањем односа са супругом. Буд упознаје Андија Апстеда, старог пријатеља из војске, у антиратној мировној групи за ветеране. Апстед је згрожен новом каријером свог пријатеља. |           |                     |                                            |
| 2 | Епизода 2 | 27. август 2018.    | 15,04                                      |
| Стивен Хантер-Дун, генерални директор MI5, обавештава Монтеге о подацима који предлажу терористички план да се нападне школа у којој Будова деца иду у знак одмазде због његовог прекрајања бомбе у возу. Он јој саветује да то чува у тајности, страхујући од тога да би припадник полиције можда дао Будове информације терористима. Бомбашки напад на школу спречили су полицајци који су пуцали на терористе, али терористи су бомбу на улици детонирали тајмером пре него што је дошло до пуцњаве. Убијени су и терористи и три полицајца. Будова породица пресељена је у сигурну кућу и иако је он уклоњен из заштите министарке, убрзо је враћен на посао. Она је такође средила понуду новог места у специјалној школи за Будиног сина. Враћајући се са састанка, Монтегеов аутомобил је под снајперском ватром која убија возача, али она и Буд преживљавају због оклопа аутомобила. Буд прогони и хвата снајперисту, за кога се открива да је Апстед, на крову зграде и Апстед извшрава самоубиство. Буд сакрива своју везу са Апстедом од ње. Те вечери Буд и Монтеге имају секс. Следећег дана, он је упућен од Ане Сампсон, шефице Команде за борбу против тероризма Метрополитанске полиције и њеног надређеног да снима састанке у Монтеговој. Такође му кажу да је претходно знала да ће школа његове деце бити циљ терориста.                                         |           |                     |                                            |
| 3 | Епизода 3 | 2. септембар 2018.  | 14,16                                      |
| Човек који себе назива Ричард Лонгкрос даје таблет Монтеговој, са упутствима да га користи за приступ шифрованим информацијама. Буд истражује Лонгкроса, али не може пронаћи његов профил. С Будом разговарају детективи команде за борбу против тероризма Шарма и Ренбурн, који изгледају сумњичаво према његовом извештају о снајперском нападу. Мајк Тревис, државни министар за борбу против тероризма, састаје се са Пеналигоном како би изразио забринутост због Монтегине са МИ5. Однос између Буда и Џулије се погоршава када је случајно угуши током нападаПТСП-а. Пре него што је Џулија одржала говор на факултету, она је признала Буду да је знала да је школа његове деце могућа мета. Каже да га жели поред себе, и то не зато што је то његов посао, већ по избору. Док држи говор, Буд види свог саветника за односе с јавношћу Тахира Махмуда испред аудиторијума, али дозвољава му да уђе након што провери своју ташну. Неколико секунди касније експлодира бомба. |           |                     |                                            |
| 4 | Епизода 4 | 2. септембар 2018.  | 16,18                                      |
| Ноулс и Махмуд убијени су у експлозији, а Монтег је на интензивној нези. Трејвис је постављен за вршиоца дужности домаћег секретара и одговорност за истрагу бомбашких напада и то преноси Команди за борбу против тероризма. Полиција сумња да је Махмуд одговоран за бомбашки напад, али нису сигурни да је експлозија одјекнула из његове актовке. Буд пада под сумњу да није приметио бомбу када је разговарао с њим. Шарма и Рејнбурн га интервјуишу и претражују његову кућу. Следећег дана, премијер објављује да је Монтег мртва. Касније се сазнало да је Роб Макдоналд дао актовку Махмуду. Пре него што је Макдоналд испитао полицију, Трејвис му говори да се држи њихове унапред договорене приче. Буд покушава самоубиство, али не успева, јер је неко метак у његовом скривеном пиштољу заменио ћорцима. Враћајући се у хотел открива да су сигурносни снимци лажирани због уклањања Лонгкросове посете. По налогу Сампсонове, прати Рејнбурна и види га разговара са Надијом, бомбашом самоубицом, о томе ко је допремио експлозив за напад у возу. Надија не идентификује произвођача бомби међу сликама које су приказане а које укључују и једну од Махмуда. |           |                     |                                            |
| 5 | Епизода 5 | 16. септембар 2018. | 16,85                                      |
| Анализа утврђује да бомба није била у актовци, већ испод позорнице. Рејнбурн открива да су снимци видео камере пре напада били измењени, а Буд ствара истражује прошлост Лонгкроса. Апстед је идентификован од стране Специјалне јединице за тероризам, с његовом прошлошћу као војни службеник јединице за уклањање бомби, те је Буд још више сумњао да је он можда био бомбаш. Надија идентификује Лонгкроса као мушкарца којег је упознао њен супруг. Буд истражује снимке Монтегијеве и Пеналигона на састанцима, оптужујући га да је покушао украсти таблет док је она још била у болници. Хантер-Дун негира било какву повезаност с Лонгкросом, али и даље одбија делити информације с полицијом. Макдоналд открива да су он и странка планирали да осрамоте Монтегијеву изменом њеног говора, али никада нису намеравали да је физички повреде. Буд се састаје са трговцем оружјем и покушава набавити исту врсту снајперске пушке коју је Апстед користио. Ово привлачи пажњу Лук Ајкенса, моћног криминалца и још једног члана завере. Кад процуре информације о Будовој вези с Монтегијевом и његовом покушају самоубиства, Крадокова га суспендује с дужности и одузима му дозволу за оружје. Обилази Џулијин стан и проналази таблет скривен у раму за фотографије. |           |                     |                                            |
| 6 | Епизода 6 | 23. септембар 2018. | 17,06                                      |
| Ајкенс отима Буда. Позвана је полиција, али не верују у његову причу и уместо тога сумњају да је Буд учествовао у завери због новооткривене везе с Апстедом. Буд инсистира на томе да је своју везу са Апстедом сакрио само да би се заштитио. МИ5 надгледа сцену; сумњајући да га посматрају, Буд даје лажне податке о локацији, а МИ5 шаље Лонгкроса да га преузме. Међутим, Буд је ставио клопку у којој бибер спреј прска у очи сваког ко крочи у стан и то привремено ослепи Лонгкроса, који је потом ухапшен. После заустављања, Вики потрчи према Буду како би спречила полицију да га упуца. Још носећи прслук, Буд води полицију у свој стан. Открива се да је Крадокова била инсајдер у полицији која је радила за Ајкенса у ствари. Њих двоје су ухапшени и Крадокова је признала да је пружила информације о Џулијиним покретима који су омогућили њено убиство и да је Буд изабрао да буде њена заштита јер је он био савршен за то. О Надији се поново води разговор и открива да је лагала да је препознала Лонгкроса. Надија је правила експлозивне направе и сетила се детаља који јој је Буд рекао о својој деци што је резултирало нападом на њихову школу. Снимци састанка између Монтегијеве и Пеналигона су процурели и касније ће премијер и генерални директор МИ5 поднети оставке. Буд започиње лечење и он и Вики путују са децом да посете његове родитеље. |           |                     |                                            |

## Награде
| Годинанаграда |                                                          | Категорија                                         | Номинован                                         | Резултат   | Референца     |
| ------------- | -------------------------------------------------------- | -------------------------------------------------- | ------------------------------------------------- | ---------- | ------------- |
| 2018          | Друштво краљевске телевизије                             | Најбољи звук - драма                               | Дан Џонсон, Сајмон Фармер, Џејми Кејпл, Марк Лјуз | Освојено   | [ 4 ]         |
| 2019          | Награда Златни глобус                                    | Најбоља телевизијска драма                         | Телохранитељ                                      | Номинација | [ 5 ]         |
| 2019          | Награда Златни глобус                                    | Награда Златни глобус                              | Ричард Маден                                      | Освојено   | [ 5 ]         |
| 2019          | Награда за избор гледалаца                               | Најбољи глумац у драми                             | Ричард Маден                                      | Номинација | [ 6 ]         |
| 2019          | Награда Националне телевизије                            | Нова драма                                         | Телохранитељ                                      | Освојено   | [ 7 ]         |
| 2019          | Награда Националне телевизије                            | Перформанс у драми                                 | Ричард Маден                                      | Освојено   | [ 7 ]         |
| 2019          | Награда америчких кинематографа                          | Најбоља монтирана драма за некомерцијалну употребу | Стив Синглтон                                     | Освојено   | [ 8 ]         |
| 2019          | Награда Motion Picture за звук                           | Најбоља синхронизација                             | Ден Џонсон и Џејмс Грегори                        | Номинација | [ 9 ]         |
| 2019          | Награда часописа Broadcast                               | Најбоља драмска серија                             | Телохранитељ                                      | Номинација |               |
| 2019          | Globe de Cristal награда                                 | Најбоља страна серија                              | Телохранитељ                                      | Номинација | [ 10 ]        |
| 2019          | Награда индустрија телевизија и радија Британије         | Најбоља крими серија                               | Телохранитељ                                      | Освојено   |               |
| 2019          | Асоцијација британских новинара Broadcasting Press Guild | Најбоља серија драма                               | Телохранитељ                                      | Номинација | [ 11 ]        |
| 2019          | Асоцијација британских новинара Broadcasting Press Guild | Најбоља глумица                                    | Кејли Хјуз                                        | Номинација | [ 11 ]        |
| 2019          | Награда академије британске телевизије                   | Најбоља серија драма                               | Телохранитељ                                      | Номинација | [ 12 ]        |
| 2019          | Награда академије британске телевизије                   | Најбоља глумица                                    | Кејли Хјуз                                        | Номинација | [ 12 ]        |
| 2019          | Награда академије британске телевизије                   | Virgin TV's Must-See Moment најбоља сцена          | Убиство Џулије Монтег                             | Освојено   | [ 12 ]        |
| 2019          | Награда БАФТА-е                                          | Режисер                                            | Томас Винсент (за епизоду 1)                      | Номинација | [ 12 ]        |
| 2019          | Награда БАФТА-е                                          | Монтажа                                            | Стив Синглтон (за епизоду 1)                      | Номинација | [ 12 ]        |
| 2019          | Награда БАФТА-е                                          | Звук                                               | Дан Џонсон, Сајмон Фармер, Марк Лјуз              | Номинација | [ 12 ]        |
| 2019          | Banff Rockie награда                                     | Најбоља серија на енглеском језику                 | Телохранитељ                                      | Освојено   | [ 13 ]        |
| 2019          | Награда фестивала Монте Карло                            | Најбоља серија драма                               | Телохранитељ                                      | Номинација | [ 14 ] [ 15 ] |
| 2019          | Награда фестивала Монте Карло                            | Најбољи глумац                                     | Ричард Маден                                      | Освојено   | [ 14 ] [ 15 ] |
| 2019          | Награда фестивала Монте Карло                            | Најбоља глумица                                    | Кејли Хјуз                                        | Номинација | [ 14 ] [ 15 ] |
| 2019          | Награда Еми                                              | Најбоља драма                                      | Телохранитељ                                      | На чекању  | [ 16 ]        |
| 2019          | Награда Еми                                              | Најбољи сценарио                                   | Џед Меркјурио                                     | На чекању  | [ 16 ]        |
| 2019          | Gold Derby награда                                       | Најбоља серија драма                               | Телохранитељ                                      | На чекању  | [ 17 ]        |
| 2019          | Gold Derby награда                                       | Најбоља епизода у драми 2019                       | Томас Винсент и Џед Меркјурио                     | На чекању  | [ 17 ]        |
| 2019          | Gold Derby награда                                       | Најбољи глумац у драми                             | Ричард Маден                                      | На чекању  | [ 17 ]        |
| 2019          | Награда за драму у Сеулу                                 | Најбоља мини серија                                | Телохранитељ                                      | Номинација | [ 18 ] [ 19 ] |
| 2019          | Награда за драму у Сеулу                                 | Најбољи глумац у драми                             | Ричард Маден                                      | Номинација | [ 18 ] [ 19 ] |
| 2019          | Награда за драму у Сеулу                                 | Најбољи режисер                                    | Томас Винсент и Џон Стрикланд                     | Номинација | [ 18 ] [ 19 ] |
| 2019          | Награда за драму у Сеулу                                 | Најбољи сценариста                                 | Џед Меркјурио                                     | Освојено   | [ 18 ] [ 19 ] |

## Критика
Број гледаоца за серију био је висок а само 10,4 милион гледалаца су преко ноћи преко Би Би Си-ја гледали преко ноћи финале сезоне.
На сајту Ротен томејтоуз дато је серији 95% као оцену одобравања, са просечном оценом 8,31 / 10, заснованом на 58 критика. На Метакритику серија је добила оцену 79 од 100 на основу 12 критика, што указује на "опште повољне критике".